# دسپوینا چاتزنیکولائو
دسپوینا چاتزنیکولائو (یونانی: Δέσποινα Χατζηνικολάου؛ زادهٔ ۲۱ اکتبر ۱۹۹۹) بازیکن فوتبال اهل یونان است.
وی همچنین در تیم‌های ملی فوتبال Greece women's national under-19 football team و Greece women's national football team بازی کرده‌است.